# Сімон Аста
Сімон Аста (нім. Simon Asta, нар. 25 січня 2001, Аугсбург, Німеччина) — німецький футболіст, захисник клубу «Гройтер Фюрт».

## Клубна кар'єра
Сімон Аста починав ігрову кар'єру у клубі «Геггінген». У віці 11-ти років перейшов до футбольної школи клубу «Аугсбург», де тривалий час грав у молодіжних командах клуба. 12 травня 2018 року у віці 17 років і 107 днів Сімон Аста дебютував у Бундеслізі. І став першим гравцем 2001 року, що вийшов на поле у турнірі Бундесліги. У травні того ж року Аста підписав з клубом професійний контракт терміном на два роки.
У 2020 році Аста приєднався до клубу «Гройтер Фюрт», у складі якого у першому ж сезоні виборов право грати у Бундеслізі.

## Збірна
З 2016 року Сімон Аста виступав за юнацькі збірні Німеччини різних вікових категорій.